# Clã Amago

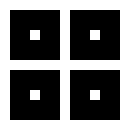
Símbolo do clã Amago

O clã Amago (尼子氏, Amago-shi), descendeu do Imperador Uda (868-897) pelo clã Sasaki (Uda-Genji).
Sasaki Takahisa no século XIV, tendo perdido os pais aos três anos, foi criado por uma freira (ama em japonês). Ele foi o primeiro a usar o nome Amago (filho da freira) em sua memória.
Os Amago enfrentaram o clã Ōuchi e o clã Mōri (que estava entre seus vassalos), durante o Período Sengoku.
Amago Tsunehisa (1458-1541), tataraneto de Takahisa herdou de seu pai Kiyosada e seu avô Mochihisa o cargo de shugo de Izumo e residiu no castelo de Toda.
Pelos cem anos seguintes, o clã batalhou com os Ōuchi e os Mōri, que controlavam as províncias vizinhas, e declinou quando o castelo de Tomito foi conquistado pelos Mōri em 1566.
Amago Katsuhisa tentou recuparar o prestígio do clã se juntando às forças de Oda Nobunaga, invadindo as províncias de Tajima e Inaba, mas foi derrotado e morto no Cerco de Kōzuki pelos Mōri em 1578.

## Membros
- Amago Kiyosada (d. 1487)
- Amago Tsunehisa (1458-1541)
- Amago Hisayuki (d. 1541)
- Amago Masahisa (1488-1513)
- Amago Okihisa (1497-1534)
- Amago Haruhisa (1514-1562)
- Amago Kunihisa (d. 1554)
- Amago Masahisa (d. 1554)
- Amago Katsuhisa (1533-1578)
- Amago Yoshihisa (1540-1610)

## Vassalos
Os generais chefes dos Amago eram chamados de Amago 10 Yushi (尼子十勇士).
- Yamanaka Yukimori (1544-1578)
- Akiage Iorinosuke
- Yokoji Hyogonosuke (d. 1570)
- Ueda Saenosuke
- Teramoto Seishinosuke
- Motomo Dorinosuke
- Kogura Nezuminosuke
- Fukada Doronosuke
- Hayakawa Ayunosuke
- Yabunaka Ibaranosuke